# 錢浩樑
錢浩樑（1934年—2020年9月3日），京劇演員，工生行，曾用藝名錢正倫、浩亮（不帶姓）。

## 生平
他原籍浙江绍兴，出生于上海，出身民辦新式科班上海戲校正字科，1950年考進中國戲曲實驗學校（現在的中國戲曲學院附中），师从李少春，1956年畢業，1962年到中國京劇院一團工作。
文革期間擔任現代京劇《紅燈記》甲組的李玉和角色，被江青提拔，改「浩亮」藝名，做了中國京劇院黨委副書記、中華人民共和國文化部副部長。
粉碎四人幫后被隔離審查，直到1982年。
1983年到石家庄市河北省藝術學校教京劇。
2020年9月3日上午11点20分，他在北京去世。